# Station Zele
Station Zele is een spoorwegstation in de gemeente Zele langs spoorlijn 57 (Aalst - Dendermonde - Lokeren). Het station werd geopend in 1856. Tussen 1891 en 1953 was er verbinding met de trams van de NMVB. Sinds 1988 is het station gesloten voor goederenverkeer. Thans stoppen er alleen reizigerstreinen naar Lokeren - Sint-Niklaas en Dendermonde - Brussel.
In het spoorwegstation Zele zijn twee sporen; het is de enige plaats tussen Lokeren en Dendermonde langs de enkelsporige lijn 57 waar de treinen elkaar kunnen kruisen. De treinen stoppen bij voorkeur op perron 1, dat is de kant van het stationsgebouw. Het uit grind bestaande perron 2, slechts uitgerust met één wachthuisje, wordt enkel gebruikt als 2 treinen elkaar moeten kruisen. Dit is zowel uit praktisch oogpunt als uit veiligheidsoverwegingen; om perron 2 te bereiken dienen namelijk, wegens gebrek aan verbindingstunnel, de sporen gelijkvloers overgestoken te worden. Dit moet gebeuren onder het toezicht en de begeleiding van het stationspersoneel.
De laatste jaren kampt het station volgens de reizigerstellingen met een langzaam dalend aantal reizigers. De reden hiervoor is de aangepaste dienstregeling sinds 2010 waardoor enkel nog tijdens de spits rechtstreekse treinen van of naar Brussel rijden. Tevens zijn de wachttijden in Lokeren richting Gent en Antwerpen sterk opgelopen. Het station wordt ook zeer zwaar getroffen door de bezuinigingsplannen van de NMBS voorzien voor eind 2012. Alle treinen voor 6 uur 's morgens en na 21 uur 's avonds worden afgeschaft. Tevens worden op 1 juli 2015 de loketten definitief gesloten.
Het eerste stationsgebouw dateerde van 1854 en was van de hand van architect Jean-Pierre Cluysenaar. In 1980 werd dit stationsgebouw gesloopt en in 1987 vervangen door een nieuw gebouw. Het huidige stationsgebouw is ontworpen door Jacques Devincke. Hij tekende de plannen reeds uit in 1978.
Naast de perrons is een, voor een station van deze omvang, vrij ruime fietsenstalling opgetrokken. Om deze te bereiken dient men de toegang net naast het station te gebruiken. Dit staat het stationspersoneel toe een oogje in het zeil te houden.
Op 7 november 2015 zijn de loketten van dit station gesloten en wordt een stopplaats.

## Galerij

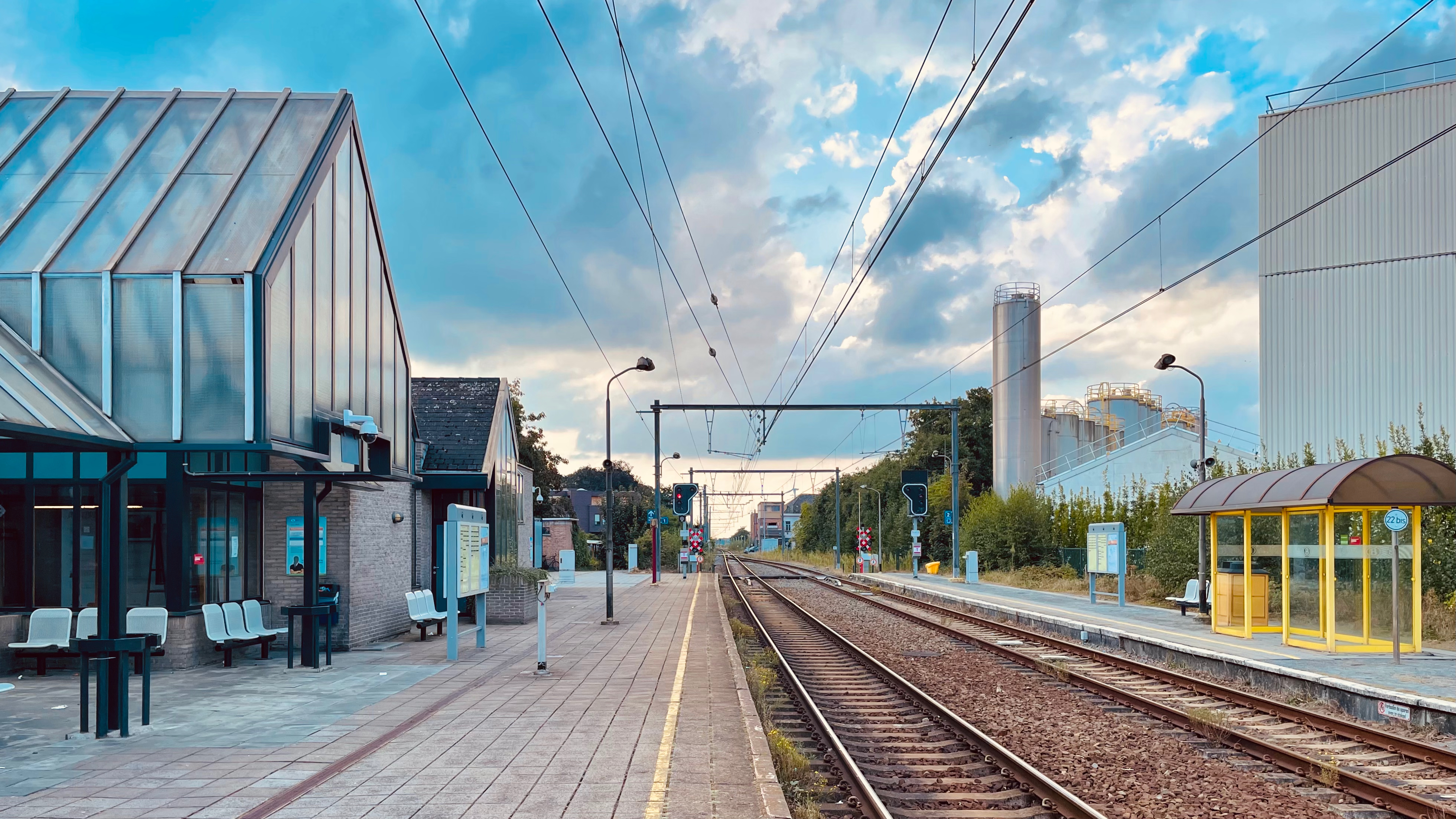
Zicht op het perron
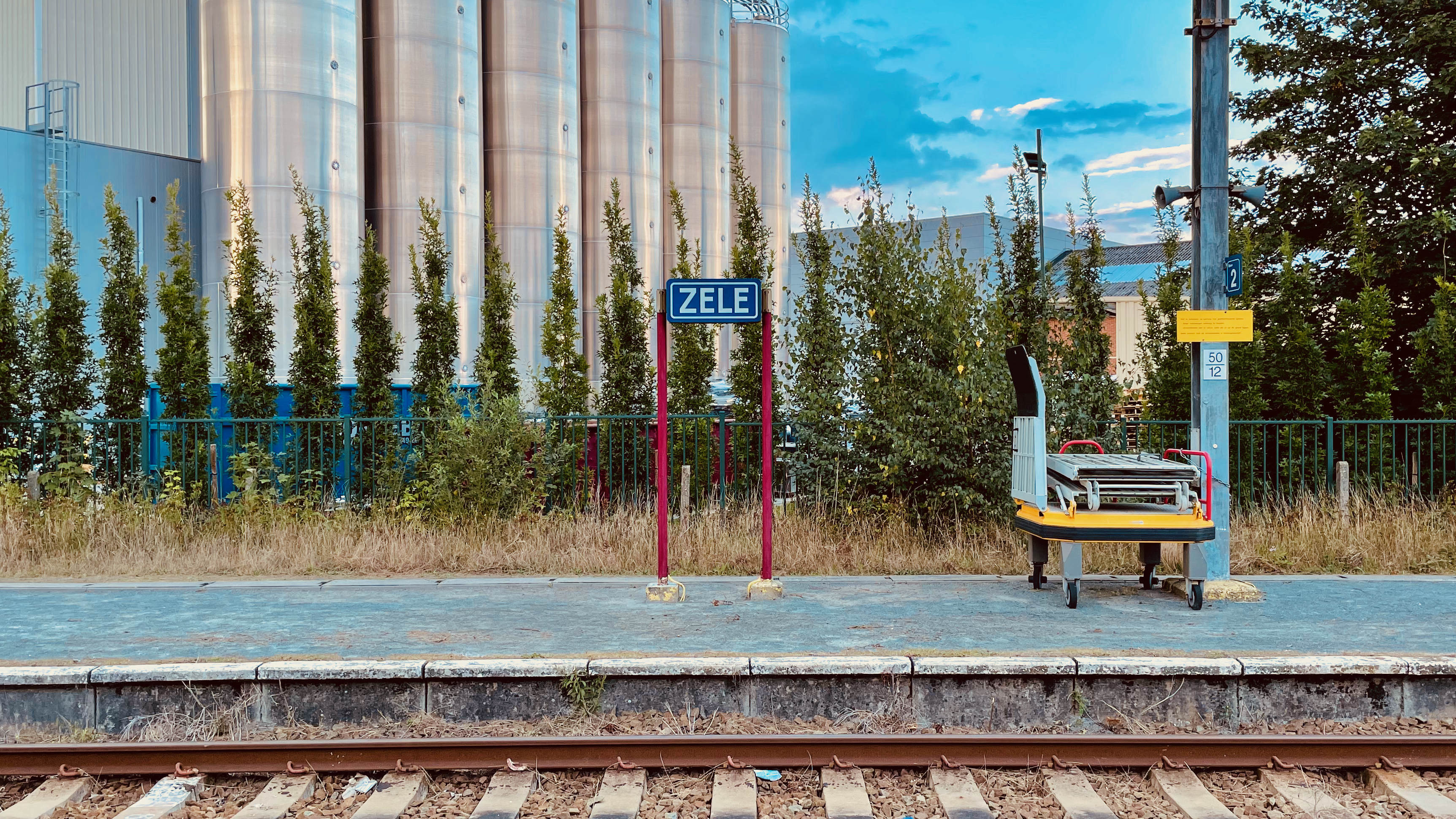
Plaatsnaambord
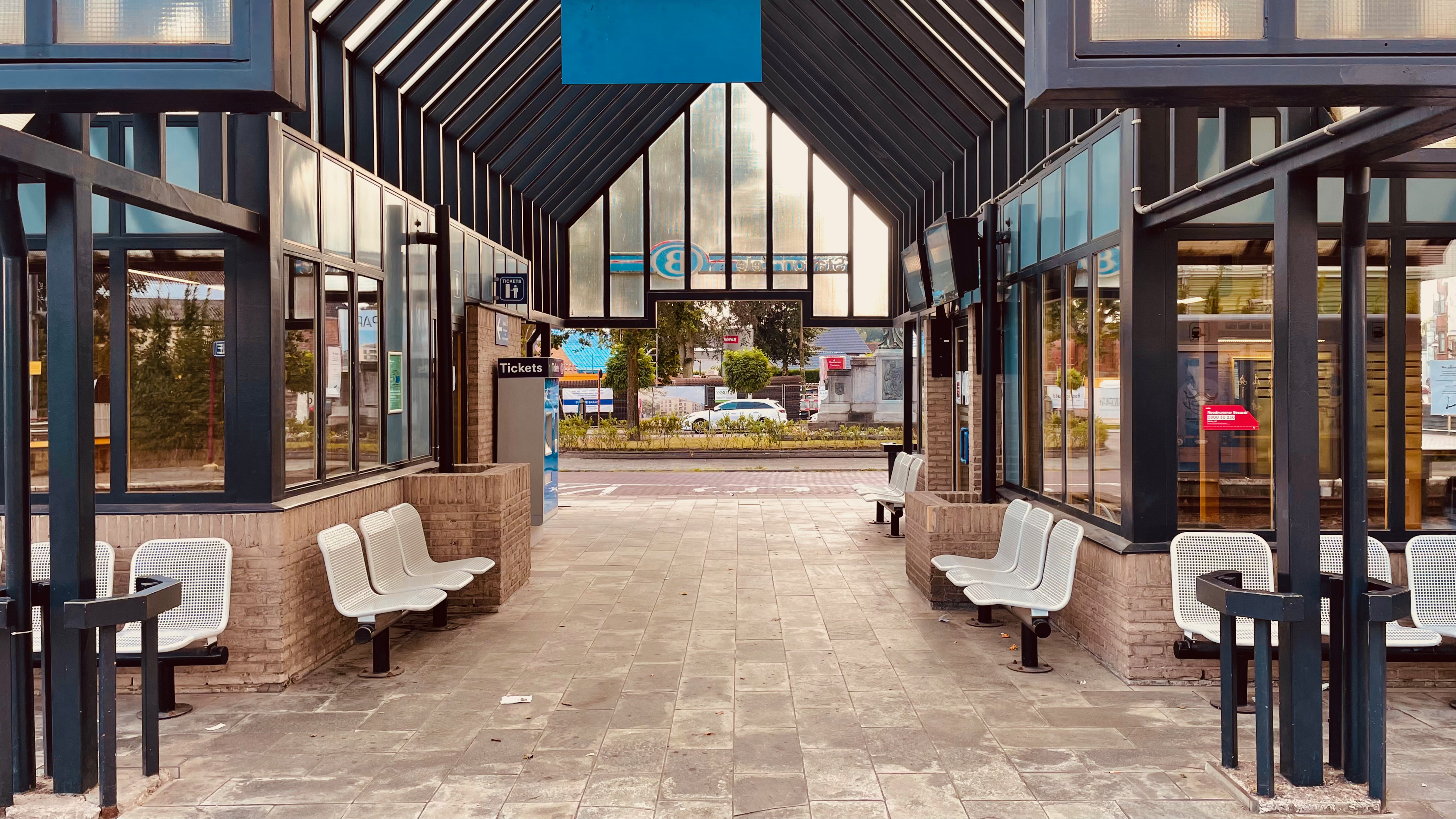
Doorgang station
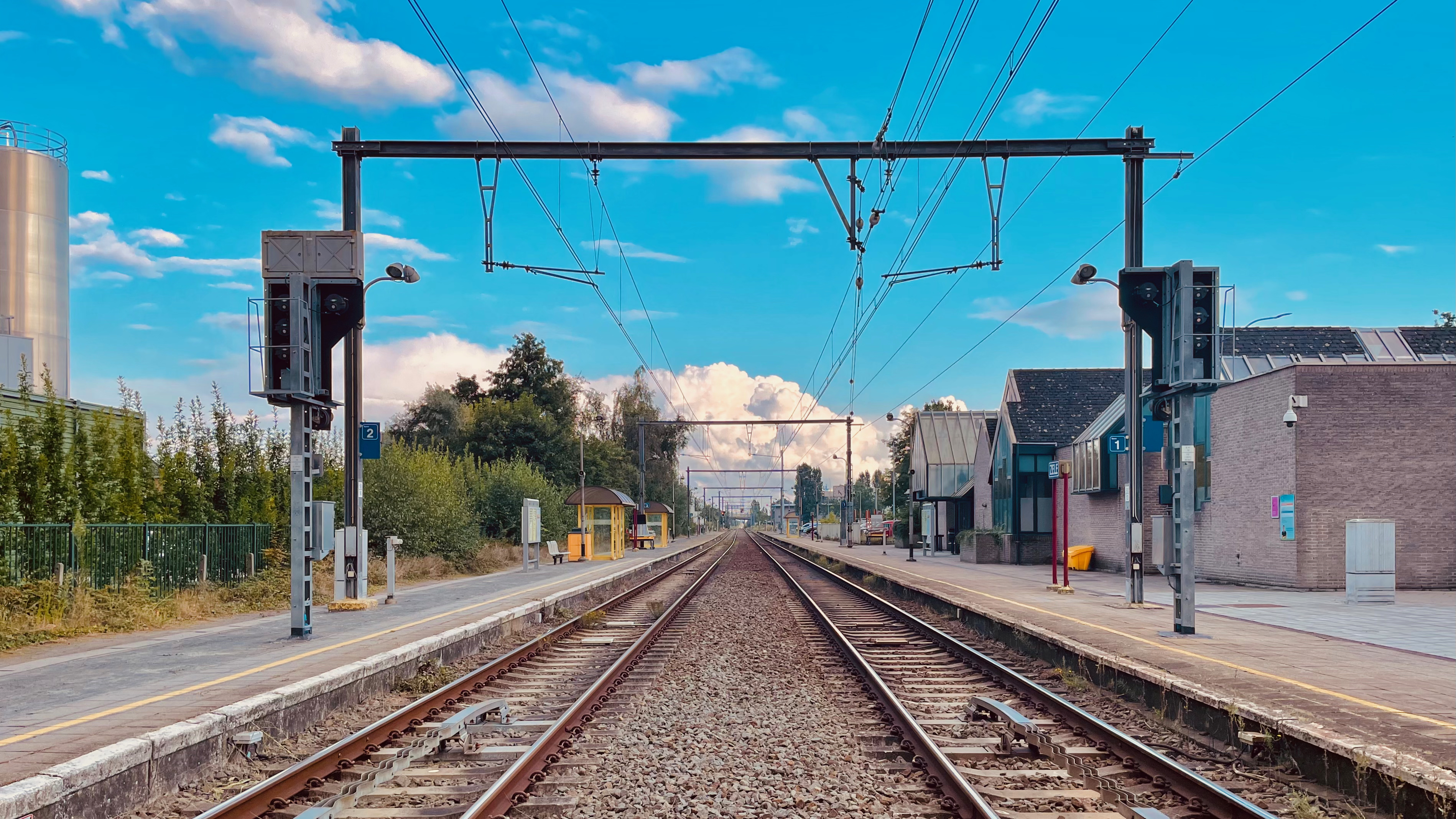
Zicht op de sporen
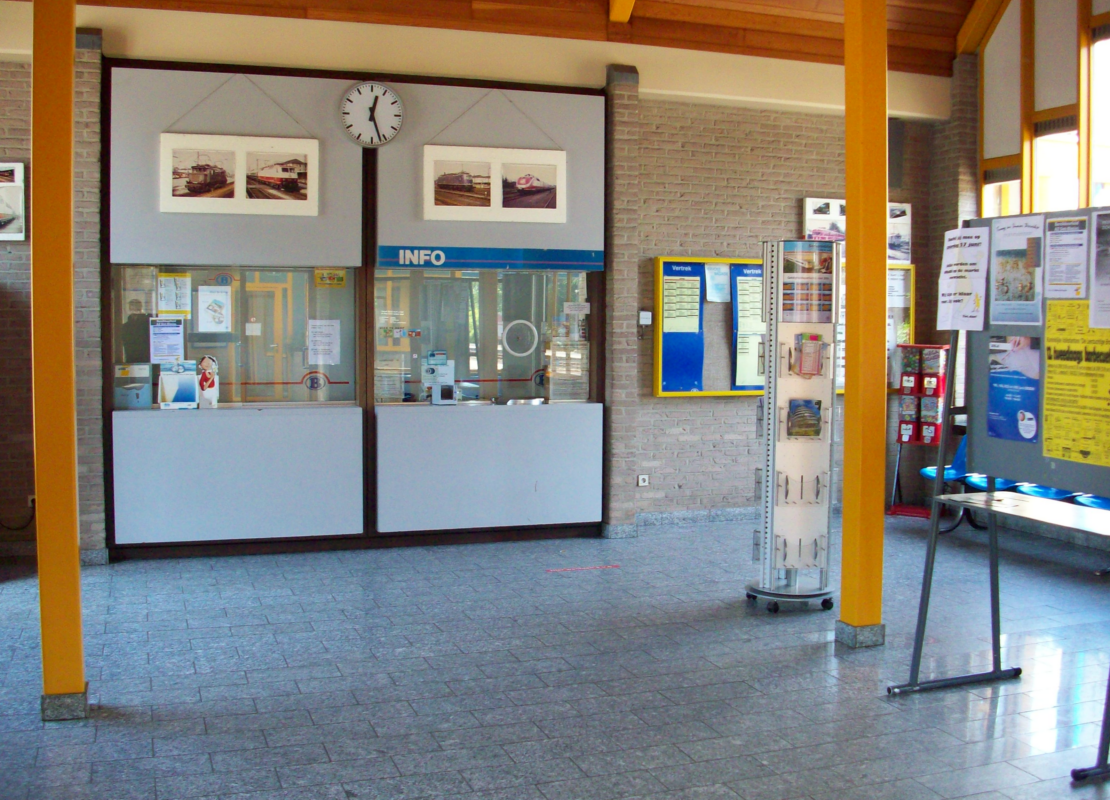
Voormalige loketzaal (foto 2009)
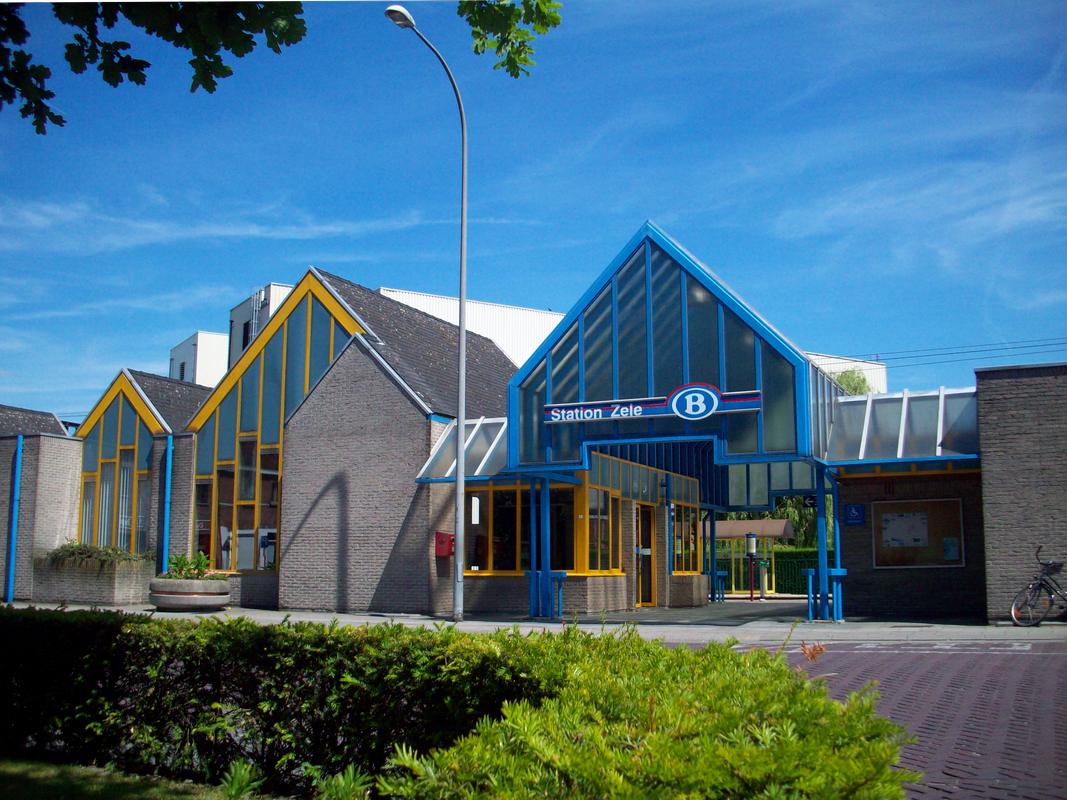
Oude kleurstelling station (foto 2009)
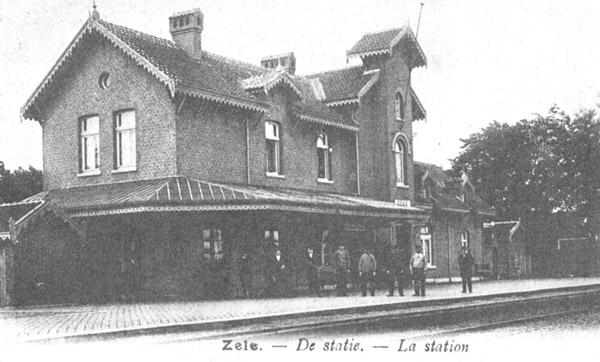
Postkaart oude Cluysenaar-station

## Treindienst
| Serie | Treinsoort               | Route                                                            | Bijzonderheden                                                                                       |
| ----- | ------------------------ | ---------------------------------------------------------------- | --- |
| S 34  | S-trein Antwerpen (NMBS) | Dendermonde – Zele – Lokeren – Sint-Niklaas – Antwerpen-Centraal | Rijdt 2×/u tussen Antwerpen - Dendermonde tijdens de week, 1x/u tijdens het weekend en juli/augustus |

## Reizigerstellingen
De grafiek en tabel geven het gemiddeld aantal instappende reizigers weer op een week-, zater- en zondag.
| Tabel: aantal instappende reizigers station Zele | Tabel: aantal instappende reizigers station Zele | Tabel: aantal instappende reizigers station Zele | Tabel: aantal instappende reizigers station Zele |
|                                                  | Weekdag                                          | Zaterdag                                         | Zondag                                           |
| ------------------------------------------------ | ------------------------------------------------ | ------------------------------------------------ | ------------------------------------------------ |
| 1977                                             | -                                                | -                                                | -                                                |
| 1978                                             | -                                                | -                                                | -                                                |
| 1979                                             | 162                                              | -                                                | -                                                |
| 1980                                             | 213                                              | -                                                | -                                                |
| 1981                                             | 1 100                                            | 291                                              | 254                                              |
| 1982                                             | 1 053                                            | 242                                              | 187                                              |
| 1983                                             | 1 118                                            | 257                                              | 156                                              |
| 1984                                             | 1 126                                            | 232                                              | 175                                              |
| 1985                                             | 1 008                                            | 219                                              | 197                                              |
| 1986                                             | 1 118                                            | 208                                              | 201                                              |
| 1987                                             | 992                                              | 184                                              | 196                                              |
| 1988                                             | 843                                              | 226                                              | 194                                              |
| 1989                                             | 1 022                                            | 203                                              | 169                                              |
| 1990                                             | 1 068                                            | 209                                              | 175                                              |
| 1991                                             | 1 044                                            | 263                                              | 202                                              |
| 1992                                             | 1 017                                            | 270                                              | 209                                              |
| 1993                                             | 994                                              | 297                                              | 210                                              |
| 1994                                             | 1 008                                            | 226                                              | 164                                              |
| 1995                                             | 1 008                                            | 277                                              | 187                                              |
| 1996                                             | 1 107                                            | 232                                              | 168                                              |
| 1997                                             | 1 113                                            | 253                                              | 162                                              |
| 1998                                             | 1 125                                            | 238                                              | 158                                              |
| 1999                                             | 926                                              | 285                                              | 186                                              |
| 2000                                             | 1 088                                            | 307                                              | 188                                              |
| 2001                                             | 1 111                                            | 265                                              | 208                                              |
| 2002                                             | 1 059                                            | 250                                              | 216                                              |
| 2003                                             | 1 000                                            | 280                                              | 188                                              |
| 2004                                             | 1 000                                            | 300                                              | 228                                              |
| 2005                                             | 1 087                                            | 308                                              | 261                                              |
| 2006                                             | 1 114                                            | 308                                              | 264                                              |
| 2007                                             | 1 176                                            | 284                                              | 220                                              |
| 2008                                             | -                                                | -                                                | -                                                |
| 2009                                             | 1 001                                            | 215                                              | 200                                              |
| 2010                                             | -                                                | -                                                | -                                                |
| 2011                                             | -                                                | -                                                | -                                                |
| 2012                                             | 915                                              | 274                                              | 196                                              |
| 2013                                             | 857                                              | 209                                              | 170                                              |
| 2014                                             | 941                                              | 218                                              | 215                                              |
| 2015                                             | 780                                              | 154                                              | 148                                              |
| 2016                                             | 835                                              | 171                                              | 171                                              |
| 2017                                             | 827                                              | 302                                              | 239                                              |
| 2018                                             | 792                                              | 223                                              | 224                                              |
| 2019                                             | 940                                              | 173                                              | 147                                              |
| 2020                                             | 604                                              | 155                                              | 113                                              |
| 2021                                             | -                                                | -                                                | -                                                |
| 2022                                             | 787                                              | 222                                              | 250                                              |
| 2023                                             | 808                                              | 299                                              | 234                                              |
| 2024                                             | 769                                              | 327                                              | 259                                              |

0,0: Aalst ·
2,5: Hofstade ·
5,5: Gijzegem ·
9,7: Oudegem ·
12,3: Dendermonde ·
15,0: Grembergen ·
18,4: Huivelde ·
20,7: Zele ·
24,0: Bokselaar ·
26,9: Dender & Waas ·
27,0: Lokeren